# RCH in het seizoen 1962/63
Het seizoen 1962/1963 was het achtste jaar in het bestaan van de Heemsteedse betaaldvoetbalclub RCH. De club kwam uit in de Tweede divisie B en eindigde daarin op de vijfde plaats. Tevens deed de club mee aan het toernooi om de KNVB beker, hierin werd in de derde ronde verloren van Willem II (0–5).

## Wedstrijdstatistieken

### Tweede divisie B
|       | Baronie | BVV   | D.F.C. | EDO   | 't Gooi | Haarlem | Helmondia '55 | Hermes DVS | Hilversum | HVC   | LONGA | NOAD  | PEC   | SVV   | Wilhelmina | Xerxes |
| ----- | ------- | ----- | ------ | ----- | ------- | ------- | ------------- | ---------- | --------- | ----- | ----- | ----- | ----- | ----- | ---------- | ------ |
| Thuis | 1 – 3   | 1 – 1 | 5 – 0  | 4 – 2 | 2 – 1   | 1 – 1   | 2 – 3         | 4 – 1      | 2 – 0     | 1 – 2 | 4 – 1 | 0 – 3 | 2 – 0 | 4 – 1 | 7 – 0      | 4 – 4  |
| Uit   | 1 – 1   | 2 – 0 | 4 – 0  | 1 – 2 | 1 – 1   | 0 – 2   | 2 – 2         | 0 – 2      | 0 – 0     | 3 – 2 | 1 – 1 | 3 – 2 | 1 – 3 | 0 – 0 | 1 – 1      | 4 – 2  |

### KNVB beker
| 1e ronde                                           | J.O.S.                                         | 0 – 0 n.v. RCH wint na strafschoppen | RCH                                  |
| 13 oktober 1962 Plaats: Amsterdam Sportpark J.O.S. |                                                |                                      |                                      |
| 2e ronde                                           | RCH                                            | 3 – 2 (2 – 1)                        | Wageningen                           |
| 2 maart 1963 Plaats: Heemstede Sportparklaan       | Aad Euwes 35' Arie van den Berg 45', 90'       |                                      | 10' Karel Sülzle 80' Frans van Ernst |
| 3e ronde                                           | Willem II                                      | 5 – 0 (2 – 0)                        | RCH                                  |
| ' Plaats: Tilburg Gemeentelijk Sportpark           | Willy Senders –', –', –' Coy Koopal Kees Aarts |                                      |                                      |

## Statistieken RCH 1962/1963

### Eindstand RCH in de Nederlandse Tweede divisie B 1962 / 1963
| Stand | Gespeeld | Gewonnen | Gelijk | Verloren | Punten | Doelpunten voor | Doelpunten tegen |
| ----- | -------- | -------- | ------ | -------- | ------ | --------------- | ---------------- |
| 5e    | 32       | 13       | 10     | 9        | 36     | 65              | 47               |

### Topscorers
| #      | Naam               | Goal |
| ------ | ------------------ | ---- |
| 1.     | Arie van den Berg  | 18   |
| 2.     | Johan Engelsma     | 15   |
| 3.     | Ulrich Maslo       | 9    |
| 4.     | Dick Meijer        | 8    |
| 5.     | Dries Hendriks     | 6    |
| 6.     | Jan van Doesselaar | 4    |
| 7.     | Piet Brouwer       | 1    |
| 7.     | Hendriksen         | 1    |
| 7.     | Ab Koning          | 1    |
| 7.     | László Nánai       | 1    |
| 7.     | Bram Peper         | 1    |
| Totaal | Totaal             | 65   |

| #      | Naam              | Goal |
| ------ | ----------------- | ---- |
| 1.     | Arie van den Berg | 2    |
| 2.     | Aad Euwes         | 1    |
| Totaal | Totaal            | 3    |